# Соксюр (Верхня Марна)
Соксю́р (фр. Saulxures) — муніципалітет у Франції, у регіоні Гранд-Ест, департамент Верхня Марна. Після злиття з вісьмома іншими муніципалітетами в 1972 році з утворенням муніципалітету Валь-де-Мез, він був відновлений 1 січня 2012 року. Населення — 131 особа (01.01.2021).
Муніципалітет розташований на відстані близько 260 км на схід від Парижа, 135 км на південний схід від Шалон-ан-Шампань, 30 км на південний схід від Шомона.

## Історія
До 2015 року муніципалітет перебував у складі регіону Шампань-Арденни. Від 1 січня 2016 року належить до нового об'єднаного регіону Гранд-Ест.

## Економіка
2010 року серед 81 особи працездатного віку (15—64 років) 62 були активними, 19 — неактивними (показник активності 76,5%). З 62 активних мешканців працювало 56 осіб (26 чоловіків та 30 жінок), безробітними було 6 (3 чоловіки та 3 жінки). Серед 19 неактивних 3 особи були учнями чи студентами, 11 — пенсіонерами, 5 були неактивними з інших причин.